# Château d'Hyères
Le château d'Hyères est un château médiéval en ruine qui se situe au sommet de la colline du Castéou (198 m), un des sommets des Maurettes, dominant la ville de Hyères, dans le département du Var. Les vestiges du château sont classés monuments historiques par la liste de 1862 ; le rempart et le vieux château sont inscrits depuis le 27 janvier 1926.
La devise du château, Arearum Castrum (« le château de l'aire ») est gravée dans l'entrée du château. La ville était d'ailleurs appelée par ce nom au début du Moyen Âge[source insuffisante].

## Localisation
Le château domine la ville d'Hyères, dans le département français du Var.

## Historique

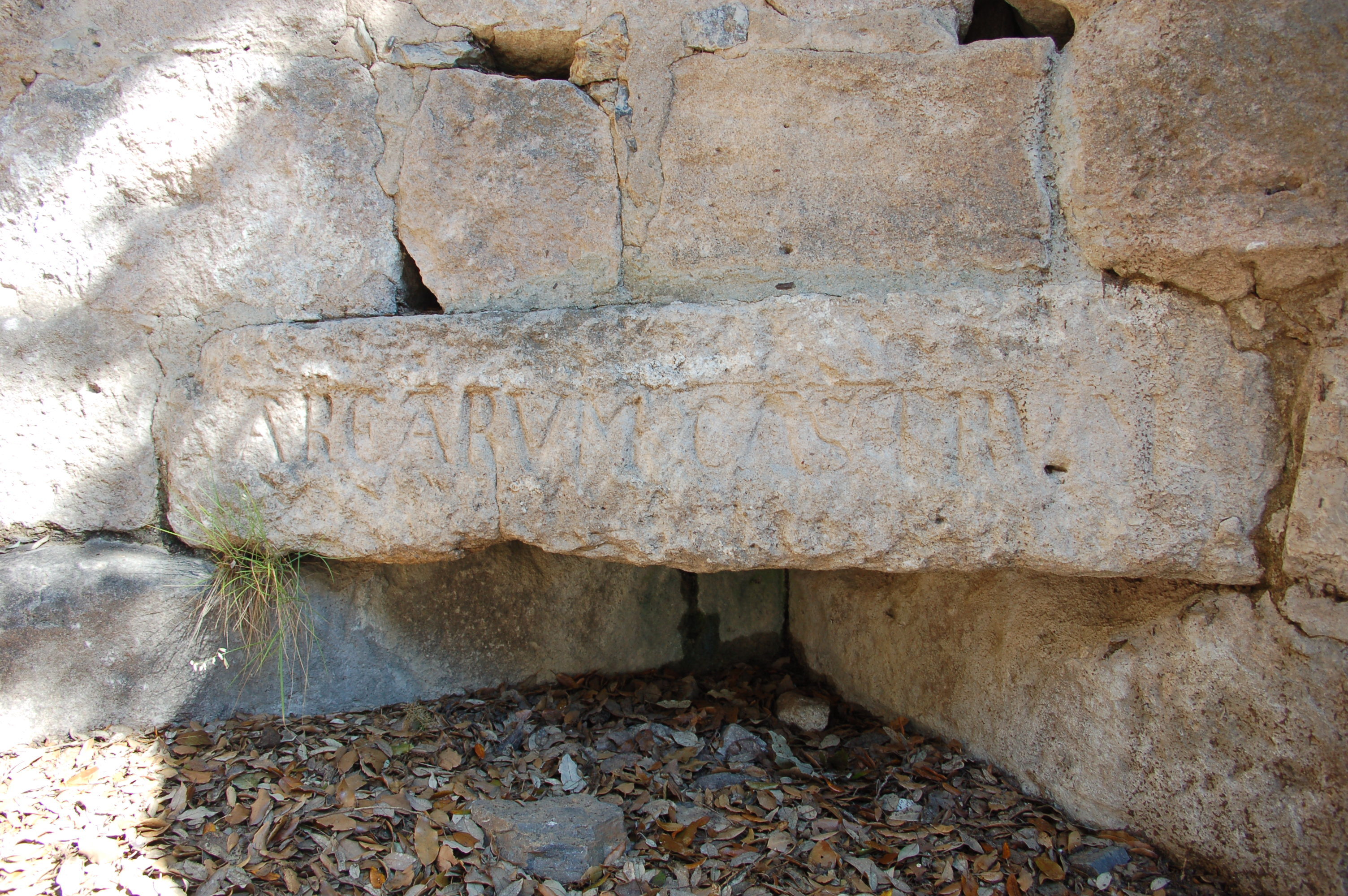
La devise du château.

Les Sarrasins qui occupaient la Provence orientale furent chassés du Fraxinet en 972-973 par Guillaume, comte de Provence, son frère, Roubaud, le marquis de Turin et plusieurs grands seigneurs de Provence, dont les seigneurs de Fos (dont un certain Pons de Fos).
En récompense, Guillaume offrit l'actuel territoire d’Hyères, de La Londe et de Bormes aux seigneurs de Fos, déjà propriétaires de l'actuel territoire de Fos-sur-Mer.
La première mention du château, qui fut construit au milieu du XIe siècle, par Pons de Fos, date de 1062, où il est fait mention d'un castrum (château). Treize ans plus tard, en 1074, il est fait mention d'un castellum (village, donc probablement château et village, ce qui signifie sûrement que des habitants se sont installés autour du château),. Il se peut que le château ait été construit une trentaine d'années auparavant, à l'emplacement d'une précédente fortification.
En 1254, au retour de la septième croisade, Saint Louis et sa famille y séjournent.
Après une lutte militaire entre Ildefons Ier et Amelin de Fos au sujet de la possession de la ville et du château d'Hyères, le territoire revint finalement à Charles Ier d'Anjou, comte de Provence, en 1257.
Les seigneurs de Fos abandonnent le château, la ville, son territoire et les îles d'Hyères contre d'autres territoires en Provence. La somme de l'échange était évaluée à dix mille sous provençaux.
Charles II d'Anjou reçoit la reine Jeanne en 1348.
De 1423 à 1431, le château appartient à Arnaud de Villeneuve, de la famille des seigneurs de Trans, et enfin dès 1481, au domaine royal.
En 1524 et en 1536, les armées du roi Charles Quint déferlèrent sur la Provence,. La première fois le château résiste puis est occupé, la deuxième fois le château est épargné.
Durant cette période, le château reçoit la visite de deux rois de France, François Ier en 1530 et, quelques années plus tard, Charles IX en 1564.
Pendant les guerres de religion, la ville d'Hyères reste fidèle au roi, mais le château change souvent de main. À partir de 1596, le triomphe d'Henri IV provoque la conquête de la ville. Mais il fallut un siège de cinq mois pour que le roi réussisse à prendre le château. En punition, il fut décidé de démanteler le château, mais c'est finalement son successeur, Louis XIII qui fit procéder a son démantèlement en 1620[source insuffisante].
La femme de lettres George Sand le visita dans les années 1850.
A compter de 2014, la municipalité de la ville a lancé un programme de recherche archéologique basé sur des campagnes de fouilles régulières.

## Description

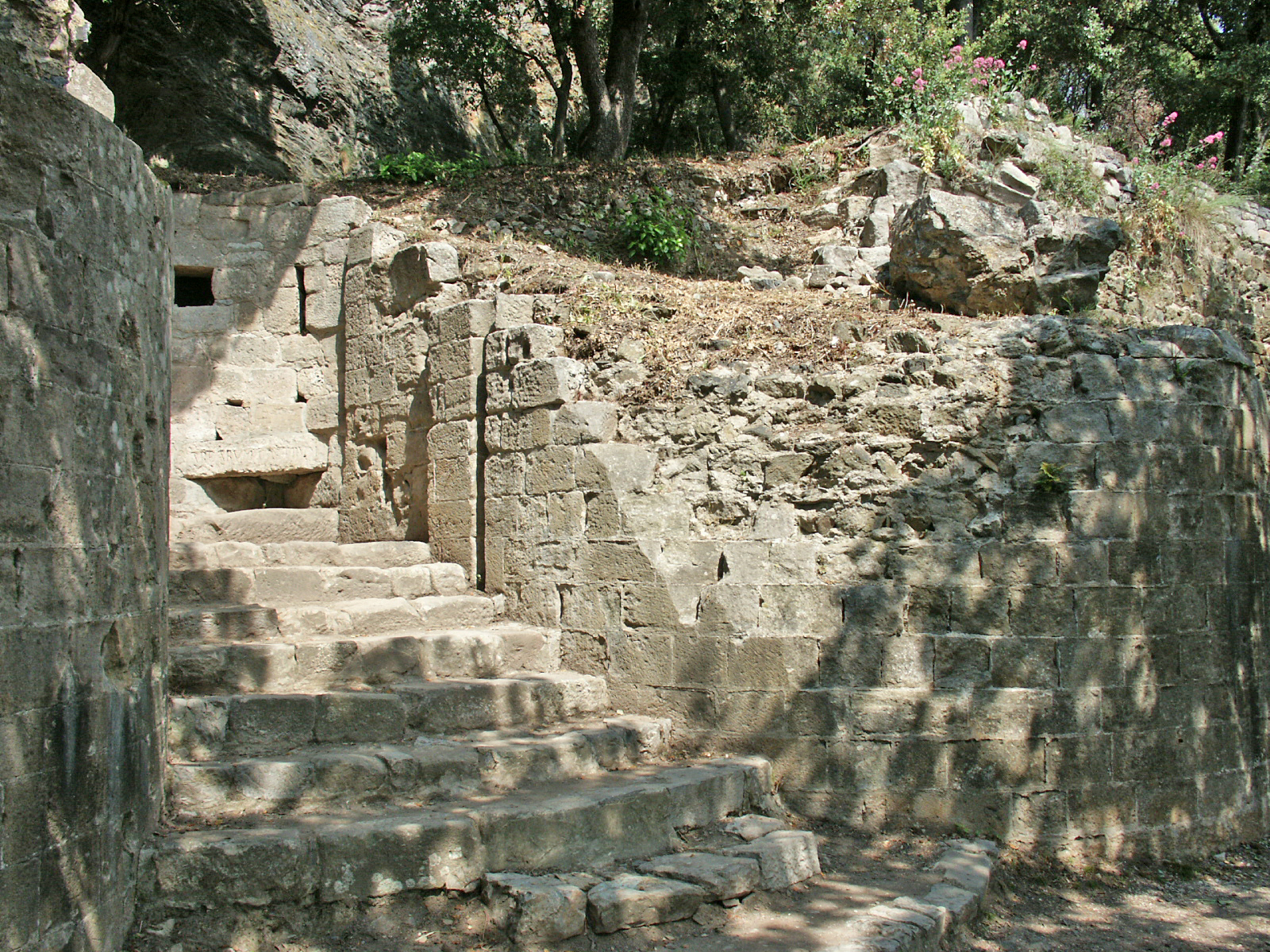
L'entrée du château.

Le château, qui est le plus grand château féodal de Provence, est composé de deux cours basses, d'un puits, d'un donjon et de plusieurs portes (nord, biaise, etc.).
Un inventaire mentionne une chapelle, des chambres, une cuisine, une citerne, un moulin, un cellier, un grenier, une forge, une écurie et une bergerie.

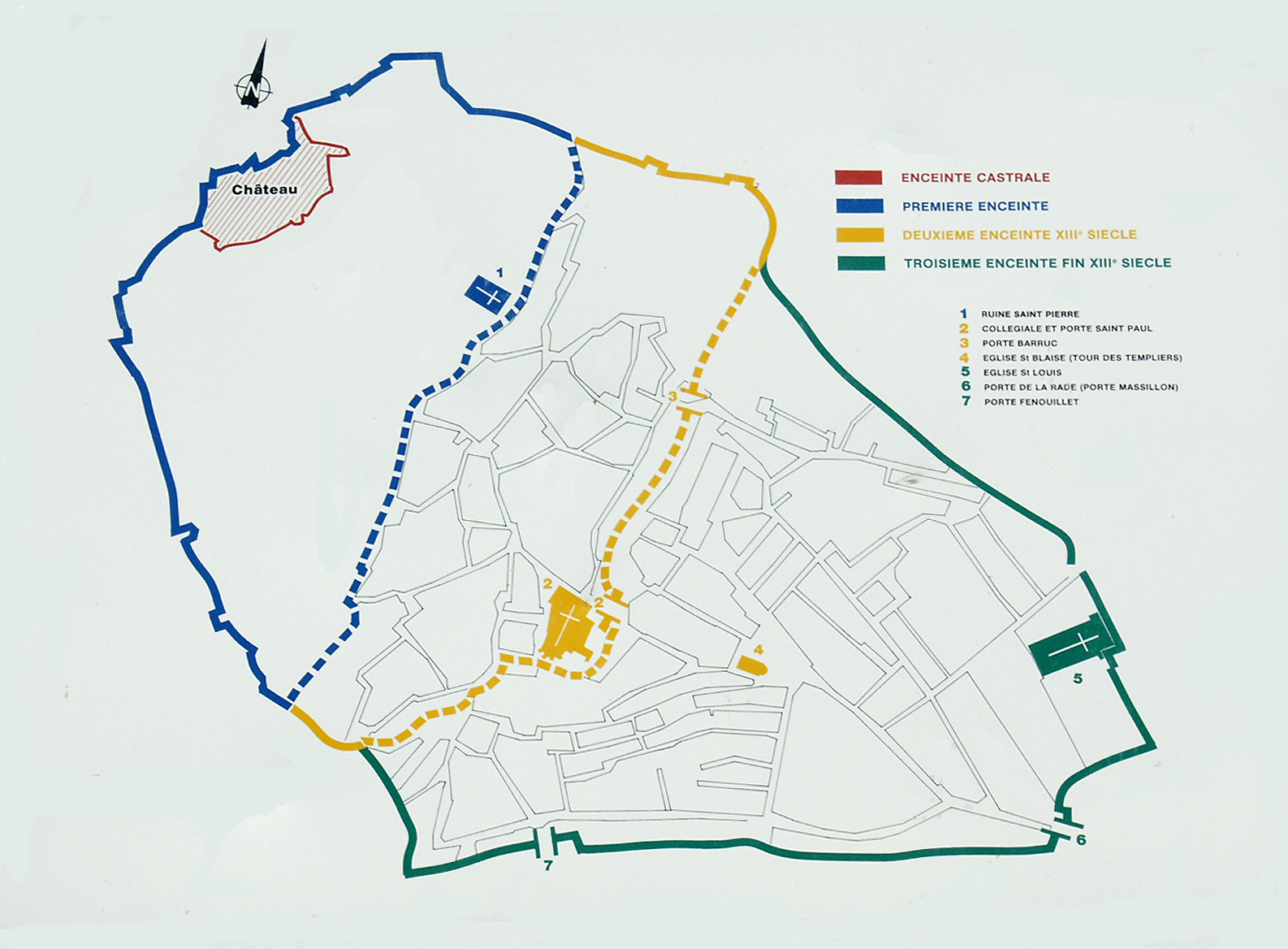
Le plan du château et de ses enceintes.

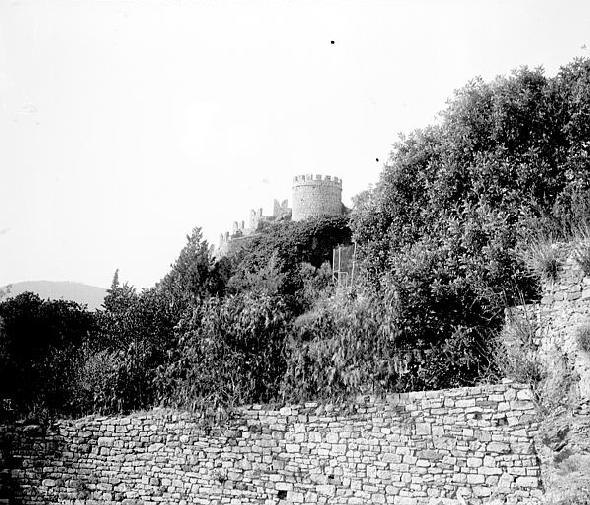
Le château en 1862.

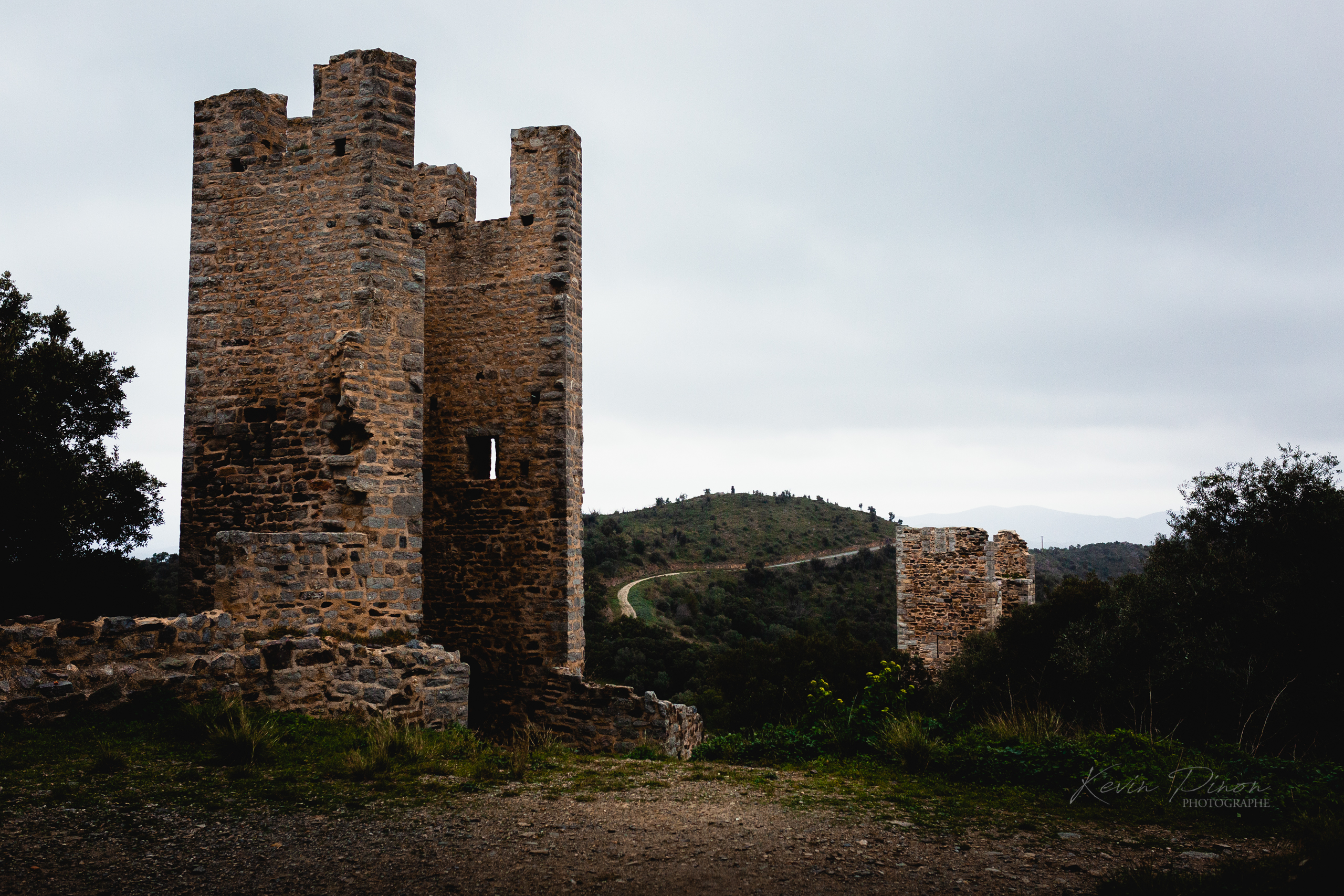

On trouve également des tours de flanquement quadrangulaires ouvertes à la gorge, édifiée au XIIIe – XIVe siècle, qui faisait partie la première enceinte.
Elle est construite en calcaire et en schiste, les restes de la première cour basse, où se trouvaient les bâtiments réservés aux services et aux stationnements des garnisons, la deuxième porte qui était précédée d'un pont-levis et d'une herse qui enjambaient un fossé de 4,50 m de profondeur, la porte biaise qui est une porte qui servait à protéger le puits et qui était orientée de telle sorte qu'un bélier ne puisse être utilisé, le puits qui était une source d'eau potable dans l'hypothèse où le château aurait eu à soutenir un siège et qui était protégé par la porte biaise et le donjon qui est mentionné pour la première fois dans les inventaires de 1373 et de 1431 sous le nom de « Grande Tour ».
Elle a été démantelée en 1620, en même temps que l'essentiel du château.

## Aménagements
Dans les années 2000, la mairie d'Hyères a rénové les trois tours de l'entrée ainsi que quelques meurtrières. Au sommet du château, deux tables d'orientation ont été installées.
Des panneaux d'informations ont également été installés à différents endroits du site.

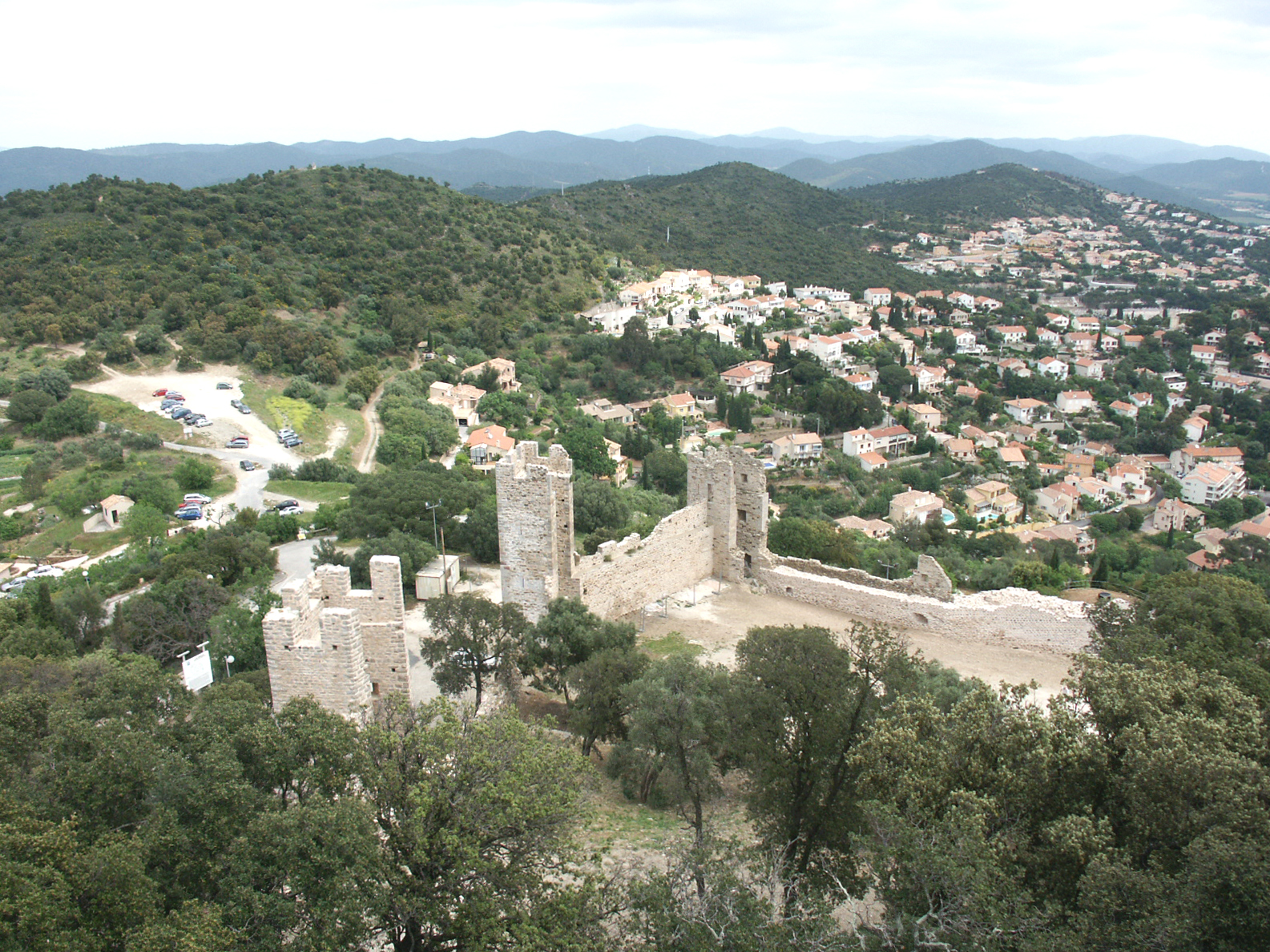
Portion nord de la courtine de la première enceinte médiévale de la ville d'Hyères.
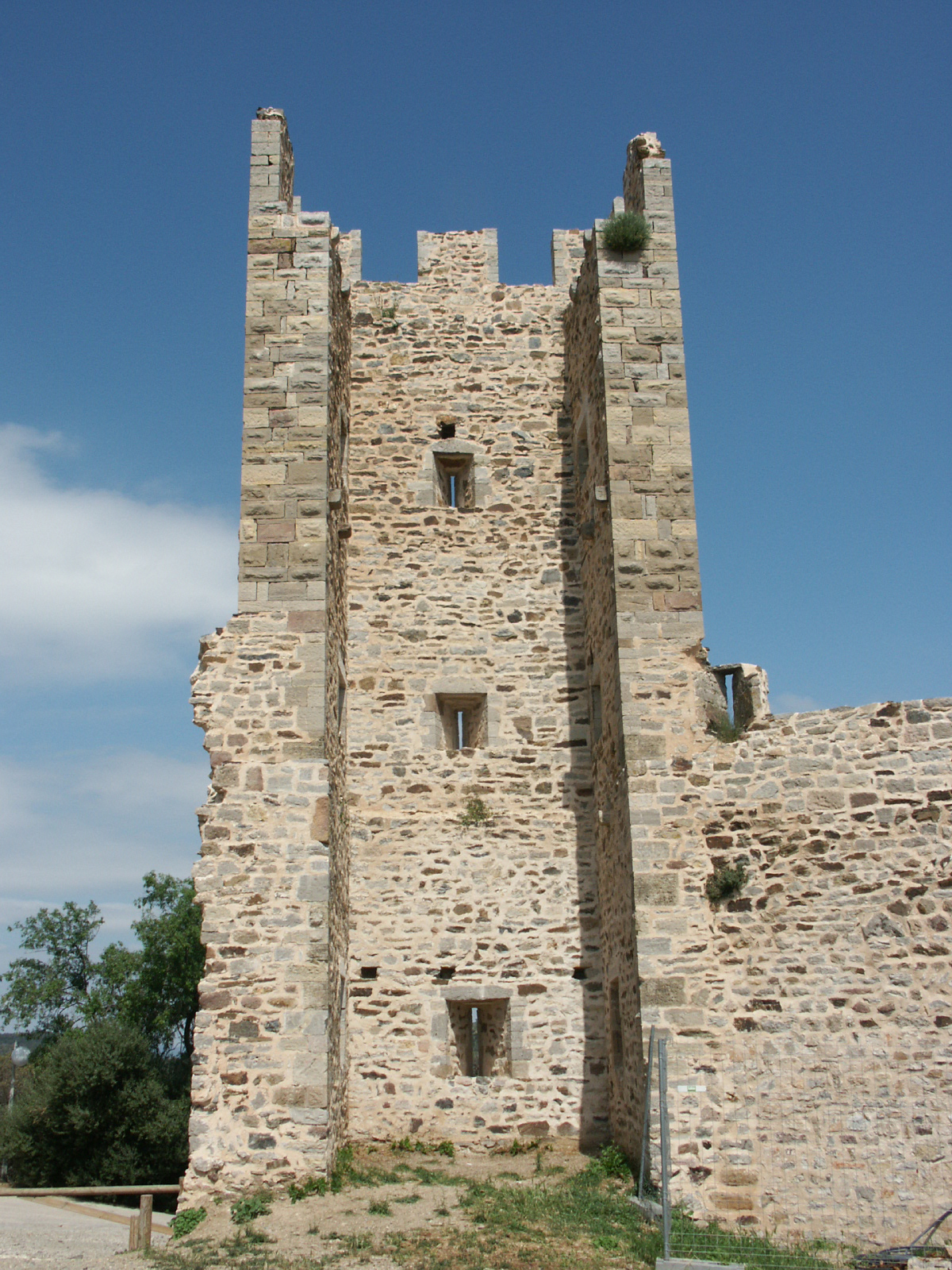
Tour de la première enceinte médiévale.
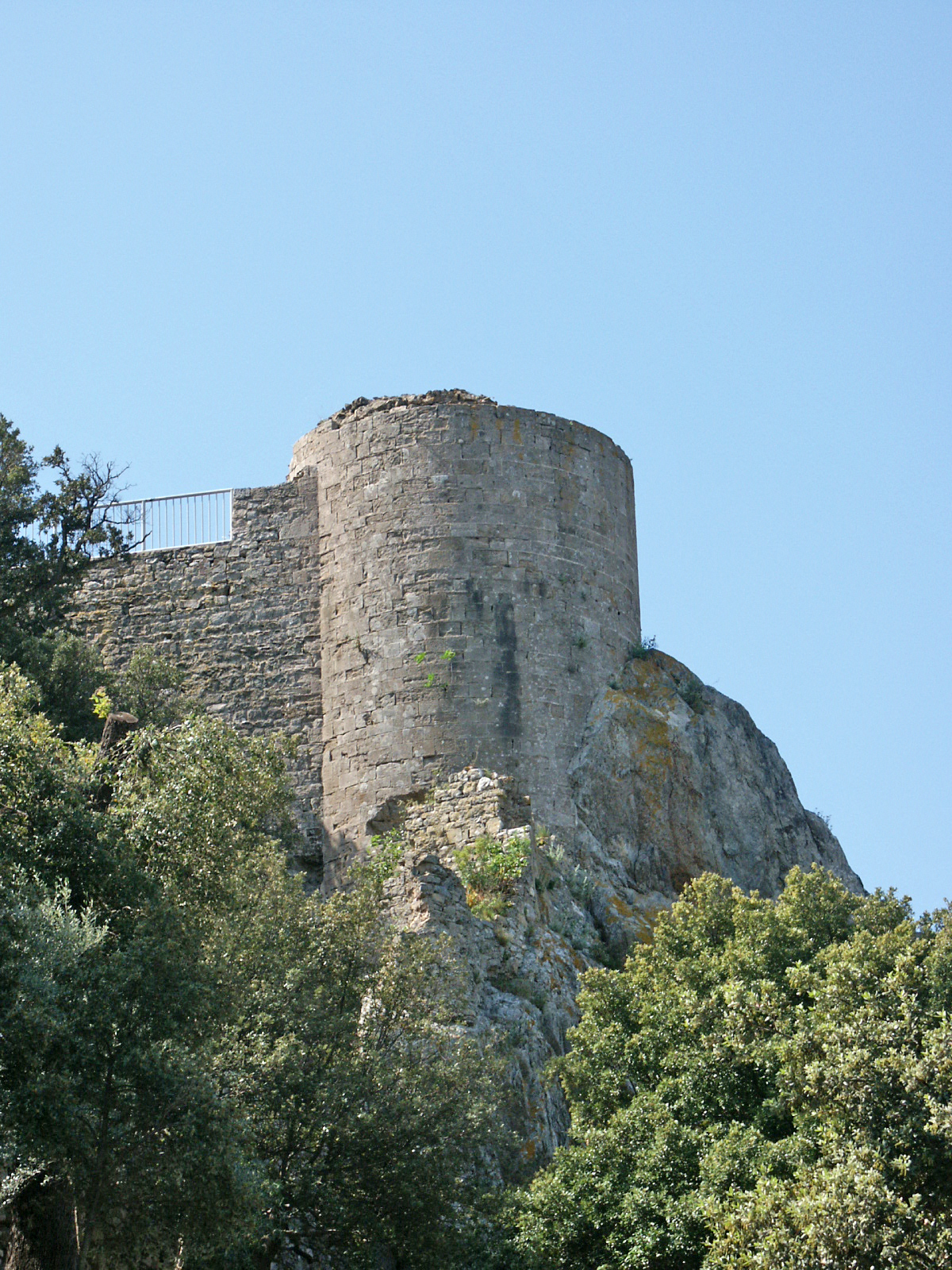
Tour nord du château médiéval.
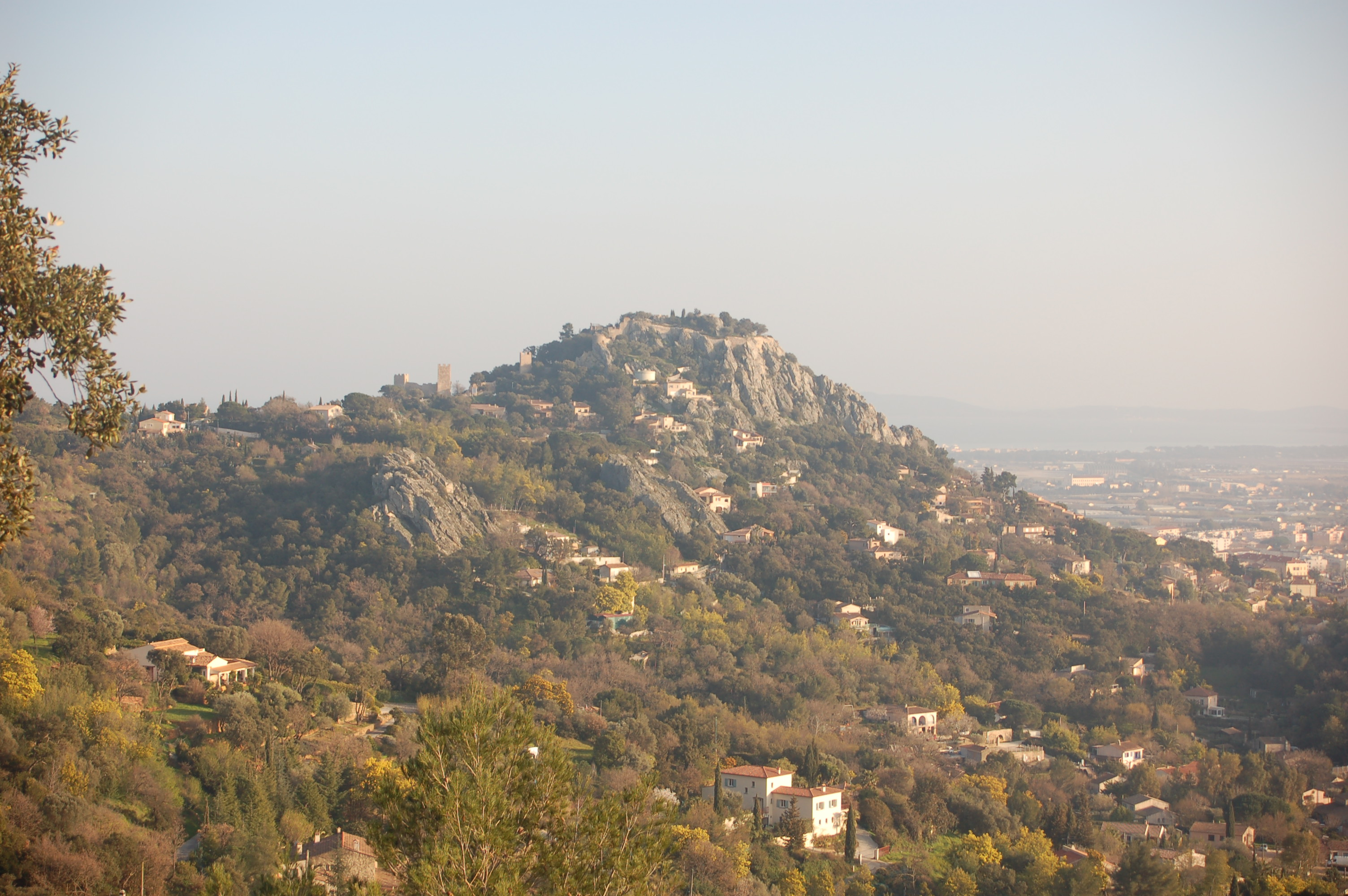
La colline du Castéou, où se situe le château.
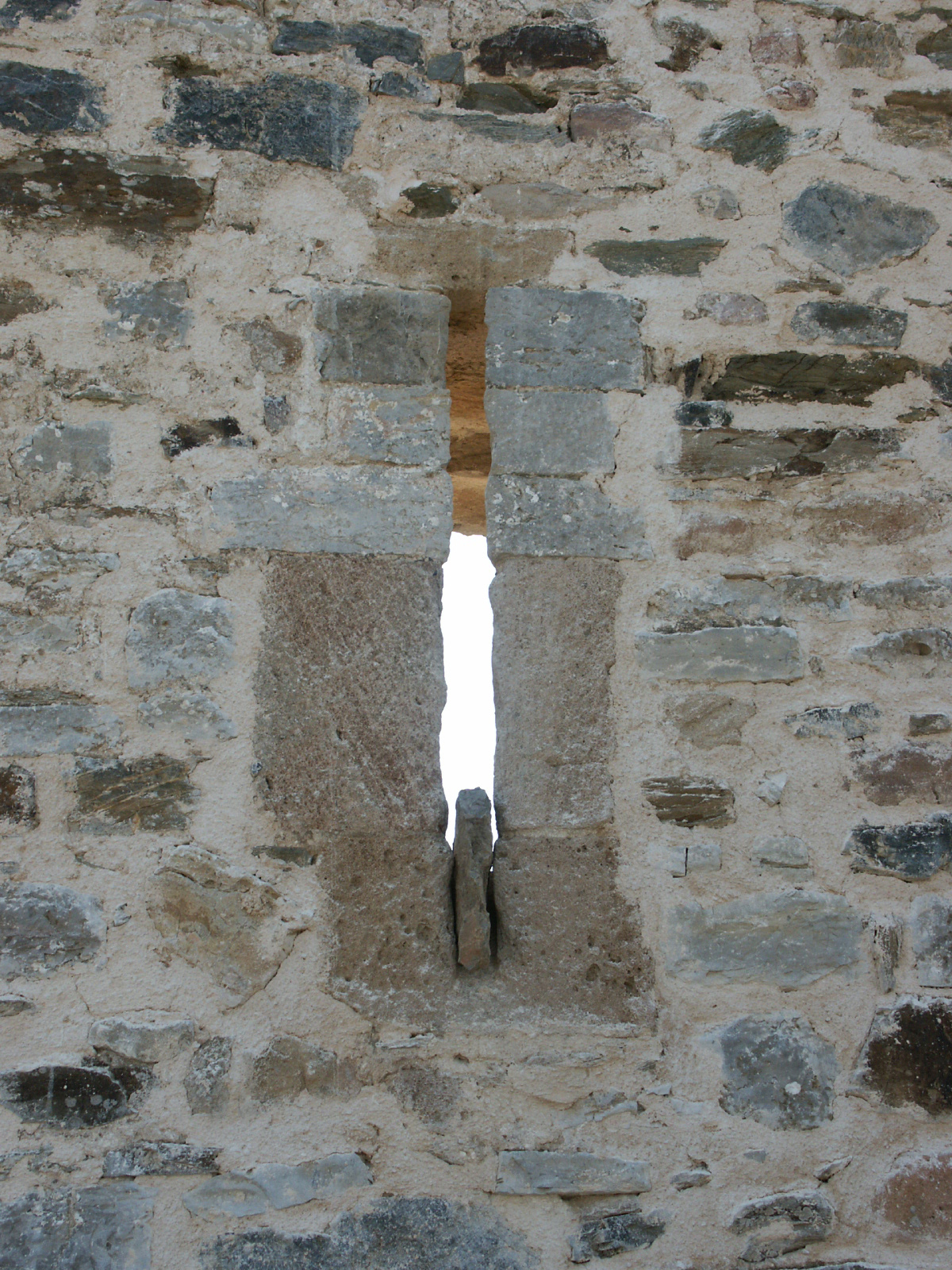
Une meurtrière rénovée vers l'an 2000.

## Pour approfondir